# Henriette Mankiewicz

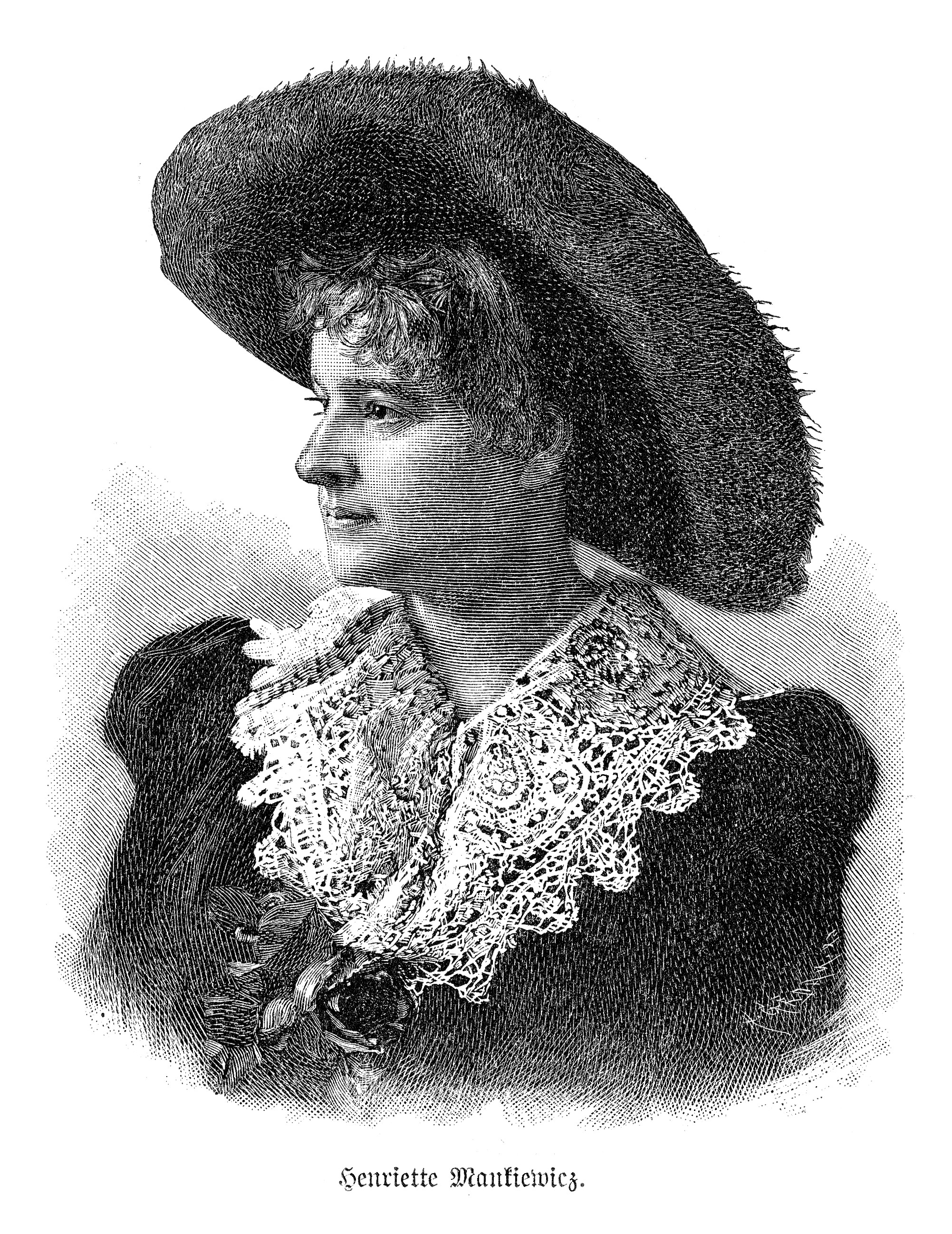
Portrait von Henriette Mankiewicz, um 1890

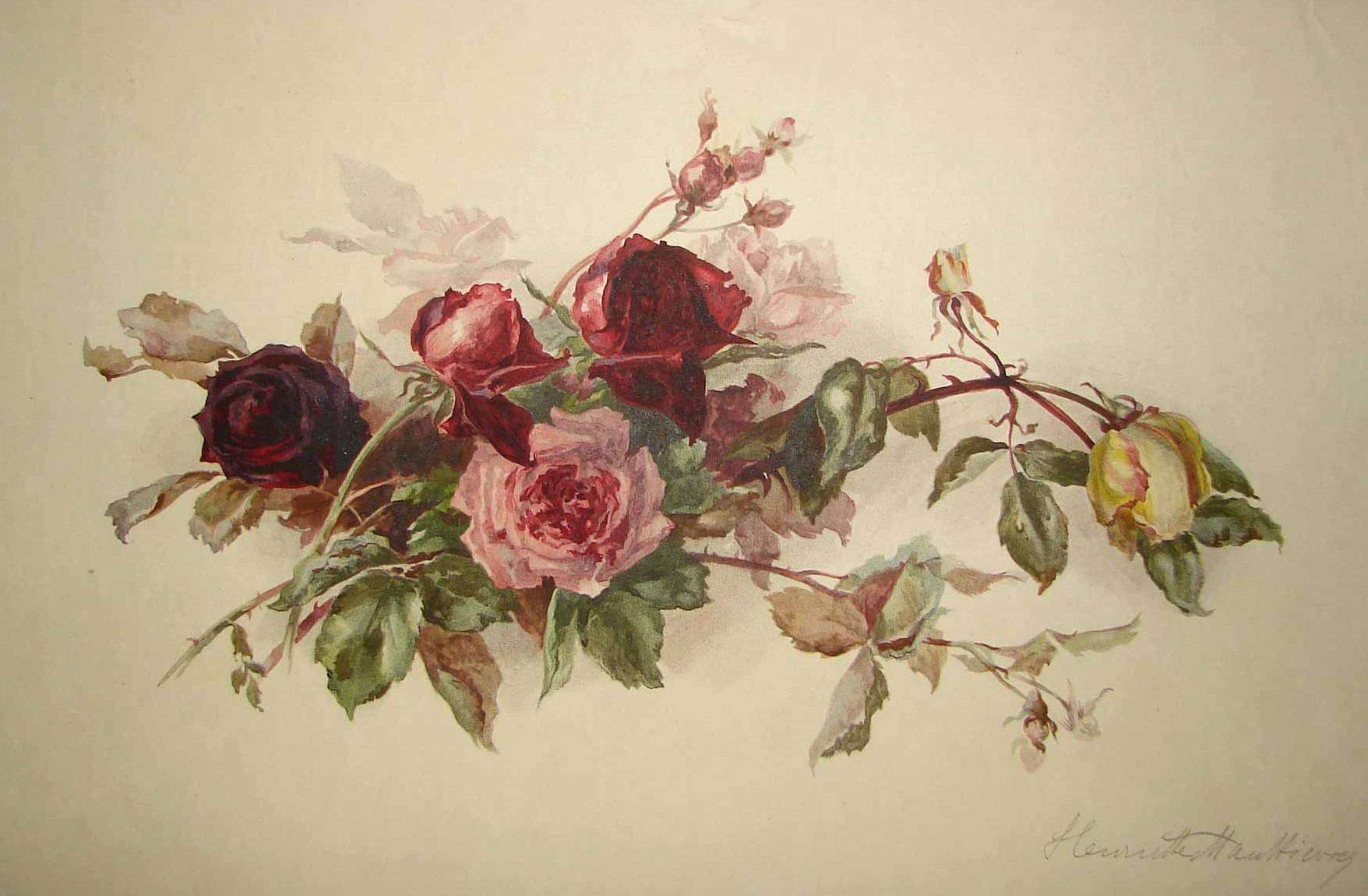
Henriette Mankiewicz: Rosenzweige, Aquarell, 1899

Henriette Mankiewicz (* 20. Juli 1852 in Wien als Henriette Tauber; † 30. Juni 1906 in Bad Vöslau) war eine österreichische Kunststickerin.

## Leben
Mankiewicz war die Tochter des Börsenkaufmanns und Schriftstellers Joseph Samuel Tauber (1824–1879) und seiner Frau Louise, geborene Edle von Hönigsberg (1824–1894). Ihr Urgroßvater Israel Hönig von Hönigsberg war Tabakhändler und wurde als erster Jude in Österreich geadelt. Auch die Familie des Vaters war jüdischen Glaubens. 1872 heiratete sie in Wien den verwitweten Carl Mankiewicz (1834–1896). Er wirkte als serbischen Wahl-Generalkonsul in Dresden, wo das Paar nach der Hochzeit lebte. Ihr Mann wurde 1896 auf dem Neuen Israelitischen Friedhof in Dresden beigesetzt. Sie zog nach seinem Tod zurück nach Wien und konvertierte später zum katholischen Glauben. Aus der Ehe mit Carl Mankiewicz ging als einziges Kind die Tochter Margarethe (1881–1938) hervor. Sie arbeitete als Schriftstellerin und Übersetzerin und heiratete den Oberleutnant und Serbischen Generalkonsul Ernst von Schuch. Margarethe von Schuch-Mankiewicz war 1897 ebenfalls aus dem Judentum ausgetreten und lebte ab 1931 in Rom.
Mankiewicz war in einer der Kunst aufgeschlossenen Familie aufgewachsen. Ihr Wunsch Malerei zu studieren, blieb ihr verwehrt, da Frauen in dieser Zeit nicht zu Studien an Institutionen zugelassen waren. Daher erhielt sie Privatunterricht u. a. bei Hans Makart, der sie wiederum mehrmals zeichnete und malte. Durch Markarts auf reichsten, verfeinerten Luxus ausgelegten Geschmack beeinflusst, spezialisierte sie sich ab 1888 auf gestickte Kunstwerke.
Sie fertigte wirkungsvolle und dekorative Panneaus an, meist mit Blumen und Landschaften. Ihre Arbeiten – vielfach als Nadelmalereien bezeichnet – waren oft eine Kombination verschiedener Techniken – Stickerei, Malerei und Aufnäharbeiten in Seide. Ihre Arbeiten wurden in zahlreichen deutschen Städten gezeigt. Auf der Pariser Weltausstellung 1889 waren ihre Arbeiten in der österreichischen Abteilung zu sehen und fanden dort großen Beifall. In der Folge wurde sie von der Jury der Weltausstellung mit einer Medaille geehrt und erhielt auf Vorschlag der Maler Ernest Meissonier, Léon Bonnat und Émile Auguste Carolus-Duran die Auszeichnung zum Officier de l’Academie. Weitere Medaillen erhielt sie in Prag und in den Niederlanden. 1894 stellte sie in Berlin erfolgreich ihre so genannte Riesenbilder aus. Möglicherweise lernte sie bei dieser Gelegenheit den Direktor der Berliner Nationalgalerie, Hugo von Tschudi, kennen. Sie stiftete der Nationalgalerie 1898 das Gemälde Häuser in Argenteuil von Claude Monet.
Bereits während ihrer Zeit in Dresden unterhielt Henriette einen Literarischer Salon, der weit über die Stadtgrenzen hinaus bekannt war. Mit dem Komponisten Gustav Mahler verband sie eine Freundschaft.